# Josep Mompou i Dencausse
Josep Mompou i Dencausse (Barcelona, 24 de febrer de 1888 - Vic, 16 de juliol de 1968) va ser un pintor català. Aficionat a la fotografia, bona part dels seus negatius, en plaques de vidre, es conserven a la Unitat Gràfica de la Biblioteca de Catalunya. Il·lustrà també alguns llibres de bibliòfil sobre textos de Tomàs Garcés, Juan Ramon Jiménez i altres, i conreà el gravat calcogràfic, especialment dins les col·leccions de la Rosa Vera. Va ser d'altra banda el primer renovador del tapís català en la postguerra. El 2009 la Fundació Caixa de Catalunya li dedicà una àmplia antologia a La Pedrera.

## Biografia
Fou fill de Frederic Mompou i Monmany (1856-1908), de Ginestar, i de Josefina Dencausse i Caminal (1868-1953), de Barcelona. Fou el segon fill del matrimoni i també el segon amb el nom de Josep. El primer, Josep Joan Modest, havia mort el 8 de gener de 1887 als 13 mesos d'edat, havent-hi nascut el 21 d'octubre de 1886 segons l'Arxiu Capitular de Barcelona o el 26 d'octubre del mateix any segons el Registre de Naixements de l'Ajuntament de Barcelona. El següent, tercer i últim, fill del matrimoni va ser el músic pianista i compositor Frederic Mompou.
Exposà individualment per primera vegada el 1908 a les Galeries Dalmau de Barcelona. Aleshores es dedicava a un tipus de dibuix satíric de caràcter decadentista, que també practicà a la revista "Papitu".
Dedicat als negocis familiars -una important foneria de campanes-, però també a operacions comercials internacionals, viatjà per tota l'Europa occidental i oriental i afavorí el desenvolupament de la carrera musical del seu germà petit Frederic. A partir de 1917 intensificà la seva obra artística.
Pertanyent a la generació catalana del 1917, que superà conscientment el Noucentisme, esdevingué un pintor molt sintètic, refinat i d'un color arrelat a l'estètica fauve, vinculada a l'afrancesament dels seus orígens familiars i del seu estil. Va fer nombroses exposicions individuals i col·lectives, i en el decenni dels vint i dels trenta mantingué un taller a París, ciutat on va exposar repetidament, presentat, entre altres per Waldemar George, mentre a Barcelona era representat per la Sala Parés. L'estat francès li adquirí obra -exhibida al Musée de Castres- i el Toledo Museum of Art (Ohio), també, ja que participà en diverses exposicions als Estats Units.
De la seva obra destaquen paisatges de la Costa Brava, de Mallorca, de París o de Normandia, interiors, natures mortes i figures. Per les seves dimensions i el seu caràcter emblemàtic dels "feliços vint" cal remarcar el seu gran oli Dancing (1929, Madrid, Museo Nacional Centro de Arte Reina Sofía).
Una greu malaltia que desembocà en l'extirpació d'un pulmó interrompé la seva carrera el 1934, que no pogué reprendre del tot fins als primers anys quaranta, després de passar la Guerra Civil en un sanatori suís. En la postguerra, tanmateix, retrobà la seva línia i d'aleshores daten alguns dels seus olis més destacats. Justament aquests anys de malaltia, fa que Mompou no pugui arribar a gaudir del seu èxit a París (on havia estat exposant), ni de l'èxit que començava a tenir en els cercles més exigents dels Estats Units, gràcies a les obres que tenia itinerant en institucions com Carnegie Institute (Pittsburgh) o al College Art Asociation.
L'any 1936, després de molts tractaments i d'estades internes a sanatoris, els metges decideixen extirpar part d'un pulmó. Malgrat l'operació va anar bé, no va poder tenir una convalescència tranquil·la, ja que al cap de dos mesos va esclatar la guerra civil espanyola. En l'estat en què es trobava, Mompou no podia quedar-se a Barcelona, això i juntament a la vinculació política de la seva família (que eren membres de la Lliga Catalana), es va veure obligat a marxar cap a França. Aquest conjunt d'adversitats van aturar la carrera artística de Mompou.
Després de passar també per Itàlia, finalment Josep Mompou, juntament amb la seva dona (Agustina) i la seva filla (Josefina), es van establir a Suïssa, primer a Caux i després a Leysin, prop del llac Léman. Així doncs, les muntanyes de Suïssa van ser el marc geogràfic on Mompou va fer la seva recuperació. L'any 1937, Mompou tornà a recuperar tímidament la seva activitat artística, primer fent dibuixos amb llapis de colors, que després acabarà transformant en pintures a l'oli. En aquest cas és un carbonet sobre paper, que va servir com a esbós preparatori per una obra a l'oli que va fer més tard, “El bany de sol”. (1938) 81 x 65cm 

## Obres
- 1931- Peixos, raves, llimones, a la Biblioteca Museu Víctor Balaguer
- 1932- Les barques, el carro i la passarel·la, a la Biblioteca Museu Víctor Balaguer[10]
- 1937- Figures, dibuix que consisteix en un carbonet sobre paper, que mesura 34 x 29 cm.
- 1947- Lectura a l'ombra, pintura a l'oli sobre tela, mesura 81 x 65 cm
- 1949- Ballet il·lustrà aquest llibre de poemes de Ricard Permanyer i Volart
- 1951- Càntir d'aram, al Museu de Valls
- 1957- Venus negra, Venus blanca, al Museu Abelló
- 1958- L'Escala, pintura a l'oli sobre tela, mesura 81 x 65 cm
- 1967- Tarragona, pintura a l'oli sobre tela, mesura 60 x 73 cm